# سرتل (مینه‌سوتا)
سرتل، مینه‌سوتا (به انگلیسی: Sartell, Minnesota) یک شهر در ایالات متحده آمریکا است که در مینه‌سوتا واقع شده‌است.

## خصوصیات
سرتل ۲۶٫۰۳ کیلومترمربع مساحت و ۱۵٬۸۷۶ نفر جمعیت دارد و ۳۱۴ متر بالاتر از سطح دریا واقع شده‌است.